# Euxoa holoberba
Euxoa holoberba là một loài bướm đêm trong họ Noctuidae.